# Список птахів Мартиніки
Це перелік видів птахів, зафіксованих на території Мартиніки. Авіфауна Мартиніки налічує загалом 233 види, з яких 18 були інтродуковані людьми. 146 видів є рідкісними або випадковими. 1 вид є ендеміком Мартиніки, 1 вид був знищений на Мартиніці, і ще 1 вид вважається вимерлим.

## Позначки
Наступні теги використані для виділення деяких категорій птахів.
- (А) Випадковий — вид, який рідко або випадково трапляється на Гваделупі
- (I) Інтродукований — вид, інтродукований на Гваделупу

## Гусеподібні(Anseriformes)
Родина: Качкові (Anatidae)
- Свистач червонодзьобий, Dendrocygna autumnalis (A)
- Свистач кубинський, Dendrocygna arborea (A) (вразливий)
- Свистач рудий, Dendrocygna bicolor (A)
- Галагаз євразійський, Tadorna tadorna (A)
- Качка мускусна, Cairina moschata (I)
- Чирянка велика, Spatula querquedula (A)
- Чирянка блакитнокрила, Spatula discors (A)
- Чирянка руда, Spatula cyanoptera (A)
- Широконіска північна, Spatula clypeata (A)
- Нерозень, Mareca strepera (A)
- Свищ євразійський, Mareca penelope (A)
- Свищ американський, Mareca americana (A)
- Крижень звичайний, Anas platyrhynchos (A)
- Шилохвіст білощокий, Anas bahamensis (A)
- Шилохвіст північний, Anas acuta (A)
- Чирянка американська, Anas crecca (A)
- Чернь канадська, Aythya collaris (A)
- Чернь американська, Aythya affinis (A)
- Крех жовтоокий, Lophodytes cucullatus (A)
- Савка маскова, Nomonyx dominicus
- Савка американська, Oxyura jamaicensis (A)

## Куроподібні(Galliformes)
Родина: Фазанові (Phasianidae) 
- Курка банківська, Gallus gallus (I)

## Фламінгоподібні(Phoenicopteriformes)
Родина: Фламінгові (Phoenicopteridae)
- Фламінго червоний, Phoenicopterus ruber (A)

## Пірникозоподібні(Podicipediformes)
Родина: Пірникозові (Podicipedidae)
- Пірникоза рябодзьоба, Podilymbus podiceps (A)

## Голубоподібні(Columbiformes)
Родина: Голубові (Columbidae)
- Голуб сизий, Columba livia (I)
- Голуб пурпуровошиїй, Patagioenas squamosa
- Голуб карибський, Patagioenas leucocephala (A) (стан близький до загрозливого)
- Горлиця садова, Streptopelia decaocto (I)
- Талпакоті строкатоголовий, Columbina passerina
- Голубок бурий, Geotrygon montana (A)
- Голубок білощокий, Geotrygon mystacea (A)
- Zenaida asiatica (A)
- Zenaida aurita
- Zenaida auriculata (A)

## Зозулеподібні(Cuculiformes)
Родина: Зозулеві (Cuculidae)
- Ані товстодзьобий, Crotophaga ani (A)
- Кукліло північний, Coccyzus americanus (A)
- Кукліло мангровий, Coccyzus minor

## Дрімлюгоподібні(Caprimulgiformes)
Родина: Дрімлюгові (Caprimulgidae)
- Анаперо віргінський, Chordeiles minor
- Анаперо антильський, Chordeiles gundlachii (A)
- Дрімлюга білохвостий, Hydropsalis cayennensis (A)

## Серпокрильцеподібні(Apodiformes)
Родина: Серпокрильцеві (Apodidae)
- Свіфт західний, Cypseloides niger (вразливий)
- Свіфт болівійський, Streptoprocne zonaris (A)
- Голкохвіст антильський, Chaetura martinica
- Голкохвіст вохристогузий, Chaetura brachyura (A)

Родина: Колібрієві (Trochilidae)
- Колібрі аметистовогорлий, Eulampis jugularis
- Колібрі карибський, Eulampis holosericeus
- Колібрі гіацинтовий, Riccordia bicolor
- Колібрі чубатий, Orthorhyncus cristatus

## Журавлеподібні(Gruiformes)
Родина: Пастушкові (Rallidae)
- Пастушок узбережний, Rallus crepitans (A)
- Погонич каролінський, Porzana carolina (A)
- Курочка латиноамериканська, Gallinula galeata
- Лиска американська, Fulica americana (A)
- Porphyrio martinicus (A)

## Сивкоподібні(Charadriiformes)
Родина: Чоботарові (Recurvirostridae)
- Himantopus mexicanus

Родина: Куликосорокові (Haematopodidae)
- Кулик-сорока американський, Haematopus palliatus (A)

Родина: Сивкові (Charadriidae)
- Чайка чубата, Vanellus vanellus (A) (стан близький до загрозливого)
- Сивка морська, Pluvialis squatarola
- Сивка американська, Pluvialis dominica (A)
- Пісочник крикливий, Charadrius vociferus (A)
- Пісочник канадський, Charadrius semipalmatus
- Пісочник жовтоногий, Charadrius melodus (A) (стан близький до загрозливого)
- Пісочник малий, Charadrius dubius (A)
- Пісочник довгодзьобий, Charadrius wilsonia (A)
- Пісочник пампасовий, Charadrius collaris (A)
- Пісочник американський, Charadrius nivosus (A) (стан близький до загрозливого)

Родина: Баранцеві (Scolopacidae)
- Бартрамія, Bartramia longicauda
- Кульон середній, Numenius phaeopus
- Кульон ескімоський, Numenius borealis (ймовірно вимер)
- Кульон американський, Numenius americanus (A)
- Грицик канадський, Limosa haemastica (A)
- Грицик чорнохвостий, Limosa fedoa (A)
- Крем'яшник звичайний, Arenaria interpres
- Побережник ісландський, Calidris canutus (A) (стан близький до загрозливого)
- Брижач, Calidris pugnax (A)
- Побережник довгоногий, Calidris himantopus (A)
- Побережник червоногрудий, Calidris ferruginea (A) (стан близький до загрозливого)
- Побережник білий, Calidris alba (A)
- Побережник чорногрудий, Calidris alpina (A)
- Побережник канадський, Calidris bairdii (A)
- Побережник-крихітка, Calidris minutilla
- Побережник білогрудий, Calidris fuscicollis (A)
- Жовтоволик, Calidris subruficollis (стан близький до загрозливого)
- Побережник арктичний, Calidris melanotos (A)
- Побережник тундровий, Calidris pusilla (стан близький до загрозливого)
- Побережник аляскинський, Calidris mauri (A)
- Неголь короткодзьобий, Limnodromus griseus (A)
- Неголь довгодзьобий, Limnodromus scolopaceus (A)
- Gallinago delicata (A)
- Набережник плямистий, Actitis macularius
- Коловодник малий, Tringa solitaria (A)
- Коловодник жовтоногий, Tringa flavipes
- Коловодник американський, Tringa semipalmata
- Коловодник строкатий, Tringa melanoleuca
- Плавунець довгодзьобий, Phalaropus tricolor (A)

Родина: Поморникові (Stercorariidae)
- Поморник великий, Stercorarius skua (A)
- Поморник антарктичний, Stercorarius maccormicki (A)
- Поморник середній, Stercorarius pomarinus (A)
- Поморник короткохвостий, Stercorarius parasiticus (A)
- Поморник довгохвостий, Stercorarius longicaudus (A)

Родина: Мартинові (Laridae)
- Мартин канадський, Chroicocephalus philadelphia (A)
- Мартин звичайний, Chroicocephalus ridibundus (A)
- Leucophaeus atricilla
- Мартин делаверський, Larus delawarensis (A)
- Мартин американський, Larus smithsonianus (A)
- Мартин чорнокрилий, Larus fuscus (A)
- Мартин морський, Larus marinus
- Крячок бурий, Anous stolidus
- Крячок строкатий, Onychoprion fuscatus
- Крячок бурокрилий, Onychoprion anaethetus
- Крячок карибський, Sternula antillarum (A)
- Крячок чорнодзьобий, Gelochelidon nilotica (A)
- Крячок каспійський, Hydroprogne caspia (A)
- Крячок чорний, Chlidonias niger (A)
- Крячок рожевий, Sterna dougallii
- Крячок річковий, Sterna hirundo (A)
- Крячок королівський, Thalasseus maximus
- Крячок рябодзьобий, Thalasseus sandvicensis (A)

## Фаетоноподібні(Phaethontiformes)
Родина: Фаетонові (Phaethontidae)
- Фаетон білохвостий, Phaethon lepturus
- Фаетон червонодзьобий, Phaethon aethereus

## Буревісникоподібні(Procellariiformes)
Родина: Альбатросові (Diomedeidae)
- Альбатрос чорнобровий, Thalassarche melanophris (A)

Родина: Океанникові (Oceanitidae)
- Океанник Вільсона, Oceanites oceanicus (A)

Родина: Качуркові (Hydrobatidae)
- Качурка північна, Hydrobates leucorhous (A) (вразливий)
- Качурка мадерійська (océanite de Castro), Hydrobates castro (A)

Родина: Буревісникові (Procellariidae)
- Calonectris diomedea (A)
- Буревісник сивий, Ardenna grisea (A) (стан близький до загрозливого)
- Буревісник великий, Ardenna gravis (A)
- Буревісник малий, Puffinus puffinus (A)
- Буревісник екваторіальний, Puffinus lherminieri
- Тайфунник кубинський, Pterodroma hasitata (під загрозою зникнення)

## Сулоподібні(Suliformes)
Родина: Фрегатові (Fregatidae)
- Фрегат карибський, Fregata magnificens

Родина: Сулові (Sulidae)
- Сула жовтодзьоба, Sula dactylatra (A)
- Сула білочерева, Sula leucogaster
- Сула червононога, Sula sula (A)
- Сула атлантична, Morus bassanus (A)

## Пеліканоподібні(Pelecaniformes)
Родина: Пеліканові (Pelecanidae)
- Пелікан бурий, Pelecanus occidentalis (A)

Родина: Чаплеві (Ardeidae)
- Бугай американський, Botaurus lentiginosus (A)
- Бугайчик американський, Ixobrychus exilis (A)
- Чапля північна, Ardea herodias (A)
- Чапля сіра, Ardea cinerea (A)
- Чепура велика, Ardea alba
- Чепура мала, Egretta garzetta (A)
- Чепура американська, Egretta thula
- Чепура блакитна, Egretta caerulea (A)
- Чепура трибарвна, Egretta tricolor (A)
- Чапля єгипетська, Bubulcus ibis
- Чапля зелена, Butorides virescens
- Чапля мангрова, Butorides striata (A)
- Квак звичайний, Nycticorax nycticorax
- Квак чорногорлий, Nyctanassa violacea

Родина: Ібісові (Threskiornithidae)
- Ібіс червоний, Eudocimus ruber (A)
- Коровайка бура, Plegadis falcinellus (A)
- Косар рожевий, Platalea ajaja (A)

## Яструбоподібні(Accipitriformes)
Родина: Скопові (Pandionidae)
- Скопа, Pandion haliaetus (A)

Родина: Яструбові (Accipitridae)
- Elanoides forficatus (A)
- Лунь американський, Circus hudsonius (A)
- Канюк ширококрилий, Buteo platypterus

## Совоподібні(Strigiformes)
Родина: Совові (Strigidae)
- Сич американський, Athene cunicularia (знищений)

## Сиворакшоподібні(Coraciiformes)
Родина: Рибалочкові (Alcedinidae)
- Рибалочка-чубань неотропічний, Megaceryle torquata (A)
- Рибалочка-чубань північний, Megaceryle alcyon (A)

## Соколоподібні(Falconiformes)
Родина: Соколові (Falconidae)
- Боривітер звичайний, Falco tinnunculus (A)
- Боривітер американський, Falco sparverius
- Підсоколик малий, Falco columbarius (A)
- Сапсан, Falco peregrinus

## Папугоподібні(Psittaciformes)
Родина: Папугові (Psittacidae)
- Аратинга рудоволий, Eupsittula pertinax (I)

## Горобцеподібні(Passeriformes)
Родина: Тиранові (Tyrannidae)
- Еленія карибська, Elaenia martinica
- Еленія жовточерева, Elaenia flavogaster (A)
- Копетон острівний, Myiarchus stolidus (A)
- Піві антильський, Contopus latirostris
- Тиран сірий, Tyrannus dominicensis (A)
- Тиран вилохвостий, Tyrannus savana
- Копетон рудокрилий, Myiarchus oberi

Родина: Віреонові (Vireonidae)
- Віреон жовтогорлий, Vireo flavifrons (A)
- Віреон червоноокий, Vireo olivaceus
- Віреон чорновусий, Vireo altiloquus

Родина: Ластівкові (Hirundinidae)
- Ластівка берегова, Riparia riparia (A)
- Ластівка північна, Stelgidopteryx serripennis (A)
- Щурик антильський, Progne dominicensis
- Ластівка сільська, Hirundo rustica
- Ясківка білолоба, Petrochelidon pyrrhonota (A)
- Ясківка печерна, Petrochelidon fulva (A)

Родина: Воловоочкові (Troglodytidae)
- Волоочко співоче, Troglodytes aedon (знищений)

Родина: Пересмішникові (Mimidae)
- Дигач біловолий, Ramphocinclus brachyurus (під загрозою зникнення)
- Пересмішник антильський, Allenia fusca
- Пересмішник жовтодзьобий, Margarops fuscatus
- Дигач рудий, Cinclocerthia ruficauda
- Дигач бурий, Cinclocerthia gutturalis
- Пересмішник сивий, Mimus gilvus

Родина: Дроздові (Turdidae)
- Солітаріо рудогорлий, Myadestes genibarbis
- Дрізд-короткодзьоб малий, Catharus minimus (A)
- Дрізд голоокий, Turdus nudigenis
- Дрізд карибський, Turdus plumbeus (A)

Родина: Ткачикові (Ploceidae)
- Ткачик великий, Ploceus cucullatus (I)
- Вайдаг червоний, Euplectes franciscanus (I)

Родина: Астрильдові (Estrildidae)
- Сріблодзьоб чорноволий, Spermestes cucullata (I) (A)
- Мунія іржаста, Lonchura punctulata (I) (A)
- Мунія трибарвна, Lonchura malacca (I)
- Мунія чорноголова, Lonchura atricapilla (I)
- Бенгалик червоний, Amandava amandava (I)
- Астрильд золотощокий, Estrilda melpoda (I) (A)
- Астрильд смугастий, Estrilda astrild (I)
- Астрильд сірий, Estrilda troglodytes (I)

Родина: В'юркові (Fringillidae)
- Гутурама синьоголова, Chlorophonia musica (A)

Родина: Трупіалові (Icteridae)
- Гоглу, Dolichonyx oryzivorus (A)
- Трупіал мартиніцький, Icterus bonana (ендемік) (вразливий)
- Трупіал балтиморський, Icterus galbula (A)
- Вашер синій, Molothrus bonariensis (A)
- Гракл карибський, Quiscalus lugubris

Родина: Піснярові (Parulidae)
- Смугастоволець оливковий, Seiurus aurocapilla (A)
- Смугастоволець білобровий, Parkesia motacilla (A)
- Смугастоволець річковий, Parkesia noveboracensis (A)
- Пісняр строкатий, Mniotilta varia
- Пісняр жовтий, Protonotaria citrea (A)
- Цитринка жовтогорла, Geothlypis formosa (A)
- Болотянка чорногорла, Setophaga citrina (A)
- Пісняр горихвістковий, Setophaga ruticilla (A)
- Пісняр-лісовик рудощокий, Setophaga tigrina (A)
- Пісняр північний, Setophaga americana (A)
- Пісняр-лісовик золотистий, Setophaga petechia
- Пісняр-лісовик білощокий, Setophaga striata (A) (стан близький до загрозливого)
- Пісняр-лісовик сосновий, Setophaga pinus (A)
- Пісняр-лісовик жовтогузий, Setophaga coronata (A)
- Пісняр-лісовик прерієвий, Setophaga discolor (A)
- Пісняр-лісовик лусійський, Setophaga delicata (A)
- Пісняр-лісовик чорногорлий, Setophaga virens (A)
- Болотянка строкатовола, Cardellina canadensis (A)

Родина: Кардиналові (Cardinalidae)
- Піранга пломениста, Piranga rubra (A)
- Піранга кармінова, Piranga olivacea (A)
- Кардинал-довбоніс червоноволий, Pheucticus ludovicianus (A)

Родина: Саякові (Thraupidae)
- Посвірж короткодзьобий, Sicalis luteola (I)
- Цереба, Coereba flaveola
- Вівсянка-снігурець мала, Loxigilla noctis
- Потрост чорноволий, Melanospiza bicolor
- Зернолуск антильський, Saltator albicollis